# William Carlucci
William „Bill“ Carlucci (* 3. Juni 1967 in Rye Brook, New York) ist ein ehemaliger Leichtgewichts-Ruderer aus den Vereinigten Staaten. Er gewann in Atlanta 1996 eine olympische Bronzemedaille und eine Silbermedaille bei den Weltmeisterschaften 1998.

## Karriere
Carlucci begann 1985 mit dem Rudersport. Bei den Weltmeisterschaften 1991 erreichte er mit dem Leichtgewichts-Vierer ohne Steuermann das A-Finale und belegte den sechsten Platz. Im Jahr darauf bei den Weltmeisterschaften in Montreal belegte Carlucci mit dem US-Vierer den fünften Platz. 1994 trat Carlucci bei den Weltmeisterschaften in Indianapolis im Leichtgewichts-Doppelvierer an und belegte den siebten Platz. Auch bei den Panamerikanischen Spielen 1995 in Mar del Plata trat Carlucci im Leichtgewichts-Doppelvierer an und gewann die Silbermedaille hinter den Kubanern. Fünf Monate später ruderte er bei den Weltmeisterschaften 1995 in Tampere wieder im Leichtgewichts-Vierer ohne Steuermann und belegte den siebten Platz.
Bei der olympischen Premiere des Leichtgewichts-Ruderns 1996 in Atlanta trat der amerikanische Leichtgewichts-Vierer mit Marc Schneider, Jeffrey Pfaendtner, David Collins und William Carlucci an. Im zweiten Vorlauf siegten die Kanadier vor dem US-Boot, das sich dann mit einem Sieg im Hoffnungslauf für das Halbfinale qualifizierte. Im ersten Halbfinale gewannen die Dänen, im zweiten Vorlauf siegten der Vierer aus den Vereinigten Staaten vor den Kanadiern. Im Finale siegten die Dänen mit einer halben Sekunde Vorsprung vor den Kanadiern, zwei Sekunden hinter den Kanadiern erkämpfte die US-Crew die Bronzemedaille.
Bei den Weltmeisterschaften 1997 belegte Carlucci mit dem Leichtgewichts-Vierer den fünften Platz. Bei der WM 1998 in Köln ruderte er im Leichtgewichts-Achter und gewann die Silbermedaille hinter dem Boot aus Deutschland. 1999 fanden von Ende Juli bis Anfang August die Panamerikanischen Spiele in Winnipeg statt. Carlucci gewann mit dem Leichtgewichts-Vierer ohne Steuermann den Titel. Ende August wurden ebenfalls in Kanada die Weltmeisterschaften in St. Catharines ausgetragen, hier belegte das US-Boot den neunten Platz.
Der 1,78 m große Carlucci ruderte für den Vesper Boat Club in Philadelphia. Nach seiner Karriere begründete Carlucci mit der Galloping Lane Farm eine Pferdezucht.